# Kopitas

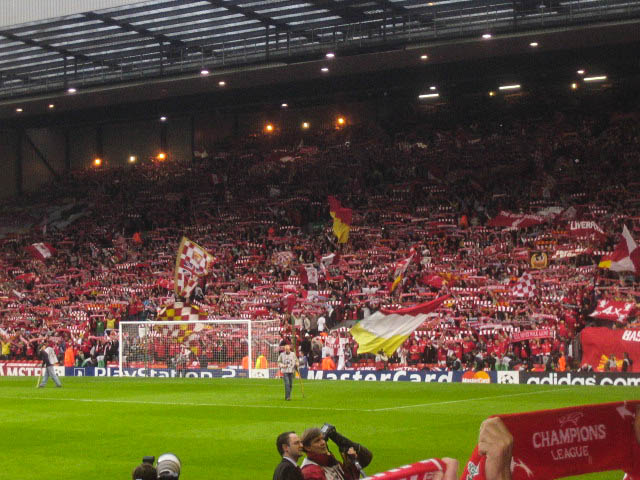
Los Kopitas alentando ante el Chelsea en el 2005.

Kopitas (Inglés: kopites) es el término colectivo que se utiliza para nombrar a los seguidores del Liverpool Football Club que alguna vez se sentaron, y para quienes hoy también lo hacen, en la tribuna Kop del estadio Anfield.

## Visión general
Kop es la abreviatura de Spion kop, una colina de Sudáfrica y escenario de una batalla en la segunda guerra de los bóer donde la mayoría de los hombres del Regimiento de Liverpool murieron.
Un equipo del programa de televisión Panorama de la BBC, filmó en Anfield en el año 1964 un documental sobre qué hace al hombre promedio gritar al unísono junto a miles de otros hombres.
Se dijo en la década de los 60s y 70s que la tribuna Kop ya valía un gol a favor del Liverpool, pues ellos atraían el balón hacia la meta del equipo rival.
Los Kopitas son conocidos alrededor del mundo por sus ensordecedores gritos y leal apoyo hacia el club. Tienen un sinnúmero de cánticos que ofrecen constantemente en los partidos.